# Terroir-ul din Republica Moldova
Terroir-ul este definitoriu fiecărei podgorii, în caz contrar el nu ar exista. Termenul francez „terroir” presupune un ansamblu de caracteristici specifice unei „anumite podgorii, ca de pildă microclimat, sol, drenare, altitudine, aspect, expunere și pantă” și „tradițiile locale privind cultura viei și a vinului. De exemplu, un vin creat din soiul Chardonnay are o tipicitate generală a soiului, cu o anumită expresie aromatică și gustativă în sudul Franței, dar cu totul alta în regiunea Chablis, în estul Franței”.
Republica Moldova este poziționată geografic în partea de Sud-Est a Europei (latitudine 47° 27’N, partea de Nord, la Briceni 48° 21’N, Purcari 46° 32’N și Cahul 45° 54’N) , ceea ce înseamnă că Republica Moldova se încadrează în centura mare din emisfera nordică de la latitudinea 50° până la cea de 40° de grade având condiții potrivite  în cultivarea viței-de-vie. Cu atât ne apropriem de latitudinea de 50° și peste, cu atât dezvoltarea viței-de-vie devine dificilă (cu excepția unor soiuri din Germania rezistente la ger) din cauza lipsei căldurii și a luminii solare, mai ales pentru soiurile de struguri roșii. În cazul în care coborâm sub nivelul latitudinii de 30° dezvoltarea viței-de-vie este practic imposibilă din cauza temperaturilor prea mari și a cantităților reduse de precipitații.
De menționat că partea de Sud a Republicii Moldova mai beneficiază de un element esențial pentru cultivarea viței -de-vie, anume de poziționarea foarte aproape de Marea Neagră, astfel, datorită brizelor venite din larg, planta prosperă, iar strugurii se coc în condiții armonioase. De exemplu, podgoriile din Bordeaux se încadrează în latitudinea 44°50'N. 

## Clima
Republica Moldova beneficiază de o climă continentală, în general, cu ierni mai blânde (-8..-9ºC) și veri mai secetoase (+18,5..~ +25,0ºC în continuă creștere, secetele sunt înregistrate odată la 5 ani), cu un regim termic ce osciliază de la un an la altul în dependență de sezon și de poziția geografică. Astfel, unele ierni pot atinge valori cuprinse între -35,5ºC în partea de Nord a țării, iar temperaturile de vară în partea de sud pot depăși valorile normale +42,4ºC. Acest caracter instabil al temperaturilor este specific climei din Republica Moldova, iar aceasta poate afecta dezvoltarea viței-de-vie. Dacă înflorirea are loc cu câteva zile mait târziu decât este normal sau dacă o ploaie necesară întârzie să cadă în timpul verii, vinul rezultat la toamnă va fi altul Durata medie a sezonului de iarnă oscilează în teritoriu de la 80 de zile în sud, până la 100 de zile în nord, iar cantitatea medie pe sezon a precipitațiilor (ploaie sau zăpadă) este de 85-110 mm sau 16-20% din cantitatea medie anuală. Durata sezonului de iarnă este importantă pentru viticultori pentru că trebuie să se pregătească primăvara de tăierea viței-de-vie. 

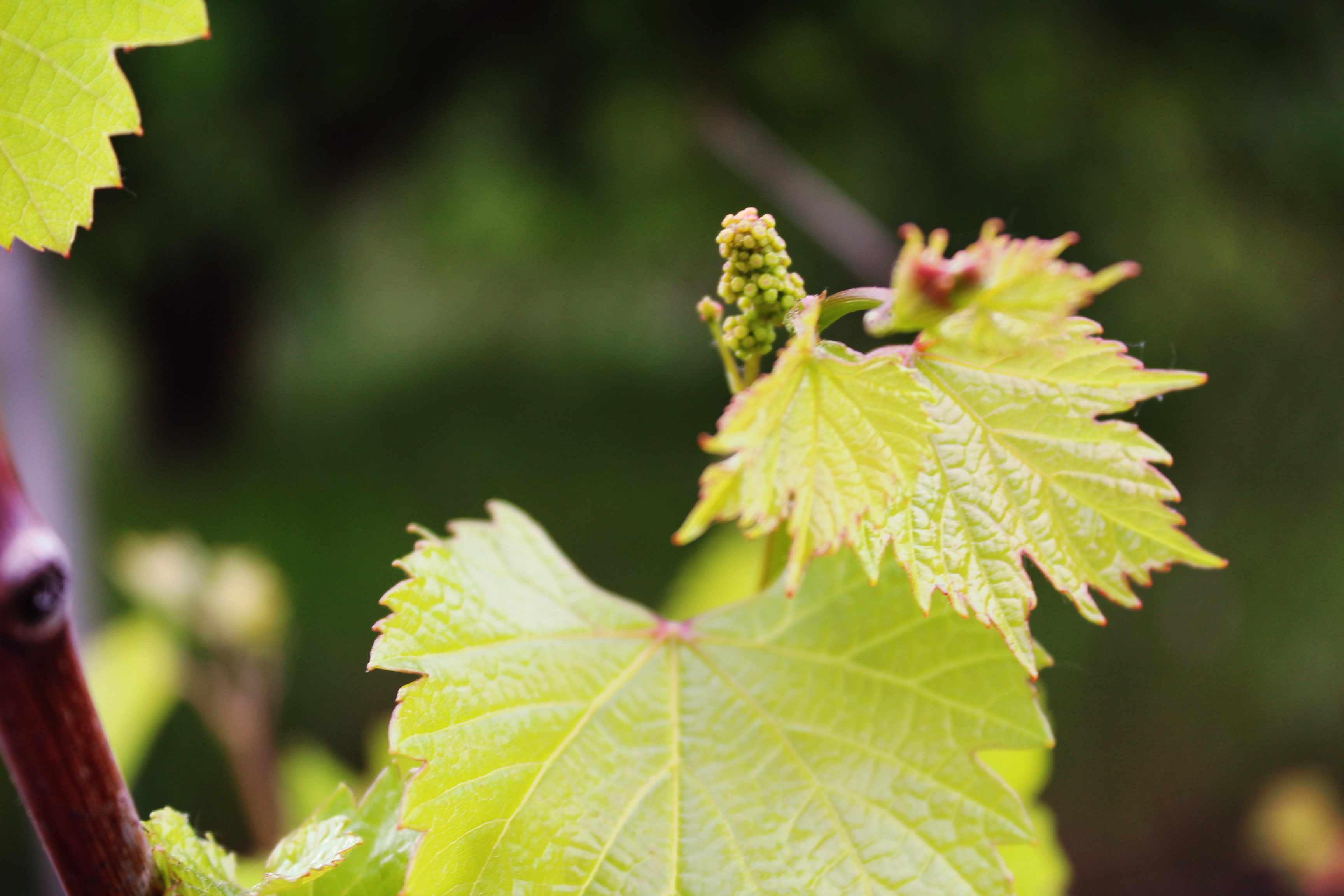
Viță de vie primăvara

În perioada verii luna iulie prezintă cele mai înalte temperaturi peste +30 ºC, temperatura medie la suprafața solului în luna iulie constituie +24..+27ºC, iar cea maximală în unele zile poate atinge +74ºC (zona centru și sud). Numărul total al zilelor cu temperatură a aerului înaltă (+30ºC și mai mult) pentru acest sezon constituie în medie pe teritoriu 8-27 zile, iar cel mai mare variază între 39 zile și 62 zile în partea de Sud  Condițiile geografice menționate mai sus favorizează dezvoltarea viței-de-vie. În timpul iernilor blânde planta rezista frigului, iar verile uneori secetoase, mai pe la sfârșitul sezonului estival, garantează struguri copți și un vin de calitate. Evident, calamitățile naturale pot distruge culturi întregi, însă conform datelor Serviciul Hidrometeorologic de Stat, pentru sezonul de vară cel mai mare pericol îl prezintă ploile torențiale și căderile intensive de grindină, care se observă în fiecare an. Numărul zilelor cu precipitații constituie în medie 25-35 zile. Vântul puternic este posibil o dată în 2 ani, iar vârtejele – o dată în 5 ani   Verile cu prea multe precipitații nu oferă strugurilor o calitate pentru un vin reușit, mai mult, ploile venite în perioada strângerii strugurilor poate afecta calitatea vinului. Din punct de vedere agroclimatic, Republica Moldova ar avea următoarele caracteristici: Zona de Nord - moderat călduroasă, semiumedă; Zona de Centru – călduroasă, semiumedă; Zona de Sud călduroasă-secetoasă.

## Relief
Relieful țării reprezintă o câmpie deluroasă, înclinată de la nord-vest spre sud-est cu altitudinea medie de circa 147 m deasupra nivelului mării De asemenea, relieful cuprinde și podișuri cu maximă altitudine de 429,5 m (dealul Bălănești, zona centrală). Astfel, harta fizică a R. Moldova prezintă, în general, (pe lângă coline; dealuri înalte, înguste și alungite; văi etc) forme mari de relief precum câmpiile, podișurile și terasele joase ale Prutului și ale Nistrului: Podișul Moldovei de Nord și Câmpia Moldovei de Nord, Podișul Codrilor din zona de Centru și Câmpia Moldovei de Sud.
Regiunii Podișurilor și Câmpiilor de Silvostepă ale Moldovei de Nord se stabilesc condiții nepretabile din punct de vedere al asigurării teritoriului cu resurse de căldură Altitudinea maximă Câmpiei Moldovei de Sud este aproape de 310 m, zona Valul lui Traian. Versanții abrupți sunt bine evidentiați pe structura monoclinală, mai ales în locurile unde predomină straturile groase de gresii Câmpia Cahulului, Câmpia Ialpugului care fac parte din Câmpia de Sud se stabilesc condiții optime pentru dezvoltarea agriculturii din punct de vedere al resurselor de căldură  În linii generale, relieful, parte a terroir-ului, contribuie la dezvoltarea viței-de-vie. Colinele, pantele formate sau terasele de pe malul râurilor sunt necesare dezvoltării plantei. Ori vița-de-vie beneficiază de mai multă lumină aflându-se pe o colină, fie este ajutătă de brizele de pe terasele din apropierea râurilor. De asemenea, structura fizică a solului, de exemplu, planta se dezvoltă perfect pe solurile  stâncoase, câutând  apă în straturi mai adânci. 

## Tipuri de sol
În linii mari, pentru un vin calitativ vița-de-vie nu are nevoie de  soluril bogate, grele sau umede. În asemnea condiții, aparent bune pentru o plantă, vița-de-vie va avea o recoltă bogată în struguri, însă vinul va fi lipsit de caracter. Cu cât solurile sunt mai sărace în substanțe nutritive, sau uscate cu atât planta își va face drum printre straturile de sol pentru a ajunge la apă, rădăcinile ei vor fi puternice, deci și vinurile vor fi de o altă calitate. 
Principalele tipuri de sol  din Republica Moldova sunt:
- Cernoziomurile (70%) – sol negru, fertil, acoperit cu vegetație, specific silvostepei, însă puternic erodat atât din cauza alunecărilor de teren, cât și a compușilor chimici (pesticide) utilizați în cantități mari în perioada sovietică. Cernoziomurile carbonatice se întâlnesc în zonele de Sud și Centru. Sunt mai multe tipuri de cernoziomuri, printre care cel mai prezent în R. Moldova este cel levigat (cu un exces de apă infiltrată vertical). În mare parte, cernoziomurile sunt soluri potrivite pentru multe culturi precum a cerialele sau a leguminoaselor și mai puțin pentru plantarea viței-de-vie, însă cernoziomurile carbonatice întâlnite mai mult la Sud (sol potrivit pentru soiurile de strugurii roșii) contribuie la dezvoltarea plantei.
- Solurile cenușii (9,8%) – soluri care se formează sub pădurile foioase, specifice podișurilor. Defrișarea pădurilor și alte calamități naturale au condus la erodarea solului cenușiu din Republica Moldova. Solurile de pădure sunt în mare parte umede și nu sunt potrivite pentru viță.
- Solurile aluviale (8,4%) – sunt cele mai tinere și se formează în luncile râurilor pe depunerile aluviale recente. Solurile din partea de sud a țării, din apropierea fluviului Nistru, conțin elementul chimic rubidiu, conferind o anumită culoare strugurilor plantați în această zonă. Solurile aluviale din apropierea fluviului Nistru conțin elementul chimic rubidiul, conferind o anumită culoare strugurilor plantați în această regiune (Saperavi, Rara Neagră, Cabernet Sauvignon, etc)[16].